# Vádí Baní Chálid
Vádí Baní Chálid je vádí v Ománu, guvernorátu Severní aš-Šarkíja. Nachází se ve středu pouště při východním okraji pohoří al-Hadžar, od hlavního města Maskat vzdáleno 203 kilometry. Díky zásobám vody zde vyrostla silná vegetace. V horní části vádí vyvěrá pramen přiváděný podzemní řekou. V širším okolí vádí leží vesnice, v jejichž palmových oázách lze nalézt nádrže a menší jezírka.